# Lanio
Pour les articles ayant des titres homophones, voir Lagneau et L'agneau.
Genre
Lanio est un genre d'oiseaux de la famille des Thraupidae.

## Liste d'espèces
Selon la classification de référence du Congrès ornithologique international (version 5.2, 2015) :
- Lanio aurantius – Tangara à gorge noire
- Lanio leucothorax – Tangara à gorge blanche
- Lanio fulvus – Tangara mordoré
- Lanio versicolor – Tangara versicolore